# Угруповання і екосистеми (книга)
Уиттекер Р. Сообщества и экосистемы. — М.: Прогресс, 1980. — 328 с.
Книга «Угруповання і екосистеми», що витримала за кордоном вже два видання, є загальним керівництвом по дослідженню екологічних проблем. Праця Р. X. Уїттекера відрізняється від аналогічних публікацій тим, що написана ботаніком, і тому проблеми екології охарактеризовані в ній на основі вивчення рослинних угруповань. Основну увагу автора притягнули наступні питання: стабільність популяцій, структура, склад і продуктивність угруповань, угруповання і середовище, баланс речовин в екосистемах.
Книга насичена новим фактичним матеріалом, в ній багато цінних і оригінальних ідей, що мають загальнобіологічне значення, вона дає чітке уявлення про сучасний стан і успіхи екології. Текст добре ілюстрований.
Книга буде корисна і фахівцям, і початкуючим дослідникам. Може бути використана як навчальний посібник.

## Зміст
Передмова до російського видання

Глава I. Вступ

Глава 2. Популяції
- Опис деяких популяцій
- Зростання популяції
- Конкуренція і надмірна щільність
- Хижацтво
- Симбіоз
- Стійкість угруповання
- Резюме

Глава 3. Структура і видовий склад угруповання
- Форми росту і життєві форми
- Вертикальна структура
- Горизонтальна структура
- Тимчасові залежності
- Диференціація ніш
- Простір ніші
- Значущість видів
- Видова різноманітність
- Резюме

Глава 4. Угруповання і умови середовища
- Розподіл видів по градієнтах середовища
- Закономірності просторового розміщення угруповань
- Класифікація угруповань
- Типи біомів
- Основні екокліни
- Адаптації угруповань
- Сукцесії
- Клімакс
- Резюме

Глава 5. Продукція
- Вимір продукції
- Продуктивність суші
- Продуктивність морів
- Піраміди і ефективність
- Детрит і редуценти
- Біосфера
- Резюме

Глава 6. Кругообіг поживних речовин
- Фосфор в акваріумі і озерах
- Поживні речовини в лісі
- Алелохімічні дії
- Утворення і класифікація ґрунтів
- Ґрунти і поживні речовини
- Рослинність і субстрат
- Водозбори
- Біогеохімія і океани
- Резюме

Глава 7. Висновок

Еволюція угруповань